# Дебби покоряет Даллас
«Дебби покоряет Даллас» (англ. Debbie Does Dallas) — классический порнофильм эпохи порношика 1978 года с Бэмби Вудс в главной роли. Сюжет фильма повествует о команде чирлидеров, пытающихся заработать достаточно денег, чтобы отправить главную героиню в Даллас, где она сможет попробовать себя в знаменитой команде чирлидеров Texas Cowgirls. Вымышленное название Texas Cowgirls выглядело как аллюзия на реальную команду болельщиков Dallas Cowboys Cheerleaders, представляющую клуб Даллас Ковбойз. Ранее Вудс пыталась попасть в Dallas Cowboys Cheerleaders в реальной жизни, но не прошла кастинг.
Фильм получился очень успешным: было продано 50 000 копий, что делает его самым успешным порно-релизом того времени. Считается одним из самых важных релизов периода так называемого «порношика» (1969—1984), и остаётся одним из самых известных порнофильмов. Фильм перешёл в общественное достояние после решения суда США в 1987 году, в котором было объявлено, что его авторское право утрачено.
Фильм породил ряд сиквелов и спин-оффов, в том числе Debbie Does New Orleans, Debbie Does Wall Street, Debbie Does Dallas Again и несвязанную франшизу Debbie Duz Dishes, а также мюзикл 2002 года Debbie Does Dallas: The Musical.

## Сюжет

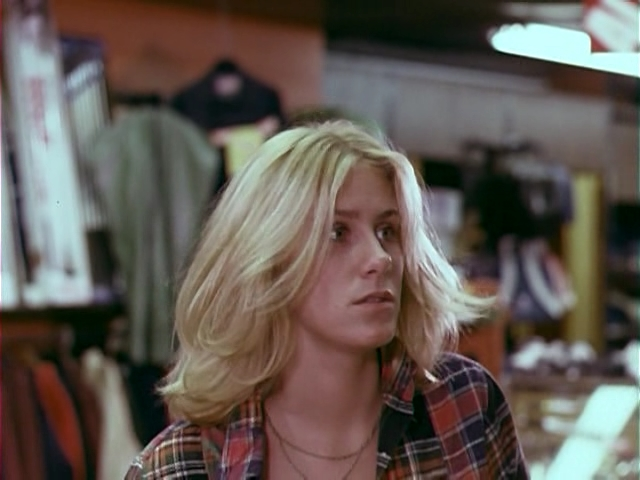
Бэмби Вудс, кадр из фильма

Дебби Бентон (Бэмби Вудс), капитан школьной команды чирлидеров, допущена на пробы в Texas Cowgirls. Её родители не одобряют этого и не дают ей денег на поездку. Её подруги по команде Лиза (Джорджетт Сандерс), Роберта (Мисти Уинтер), Тэмми (Аркадия Лейк), Пэт (Кейси Роджерс) и Энни (Дженни Коул) решают помочь отправиться в Техас. У них есть две недели на сбор денег, они клянутся не заниматься сексом со своими парнями и создают компанию под названием Teen Services («подростковые услуги»).

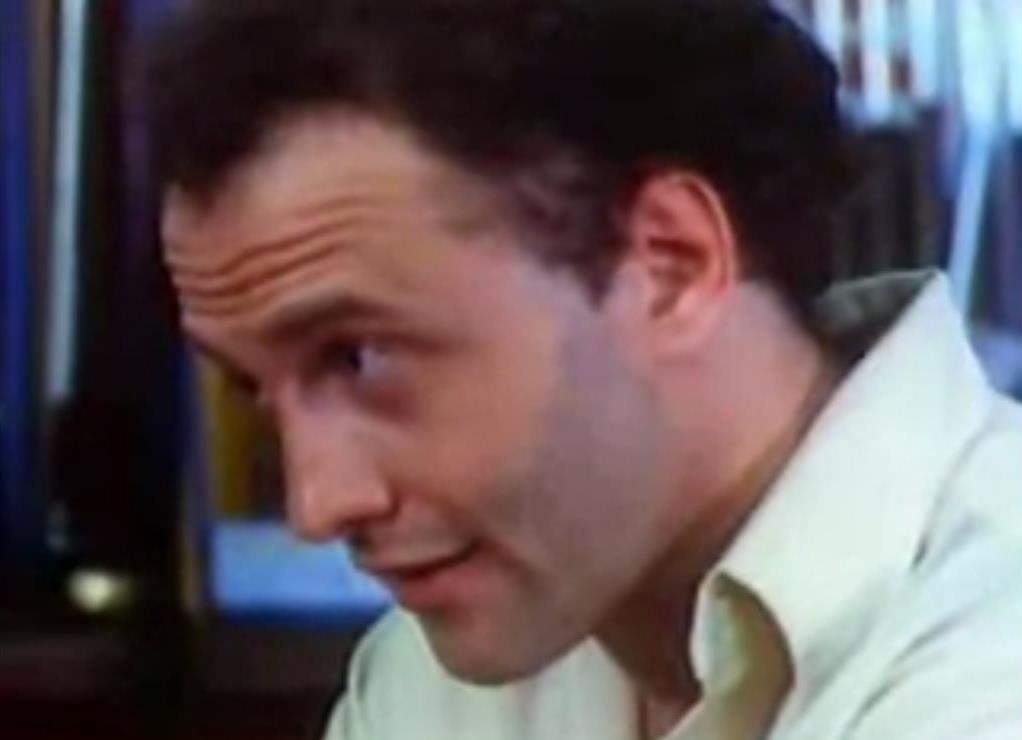
Роберт Керман, кадр из фильма

Тэмми устраивается на работу в местный музыкальный магазин, которым управляет Тони (Тони Мэнсфилд). Дебби устраивается на работу в спортивный магазин, которым руководит мистер Гринфилд (Ричард Болла). Роберта убеждает мистера Хардвика (Эрик Эдвардс) дать ей работу в магазине свечей с миссис Хардвик (Робин Берд). Рикки (Шерри Тарт) и Энни соглашаются помыть машину мистера Брэдли.
Футбольная команда раздражена отсутствием секса. Парень Роберты Рик (Дэвид Моррис) и его товарищи по команде присоединяются к Роберте и Пэт в душевых, где занимаются групповым сексом. Работая на мистера Гринфилда в спортивном магазине, Дебби соглашается показать ему грудь за 10 долларов и погладить её еще за 10 долларов. Затем он сосёт грудь еще за 20 долларов.
Понимая, что законным путём они не смогут собрать достаточно денег, Дебби убеждает других девушек заниматься сексом за большие деньги. Они соглашаются с тем условием, что это будет на их условиях.

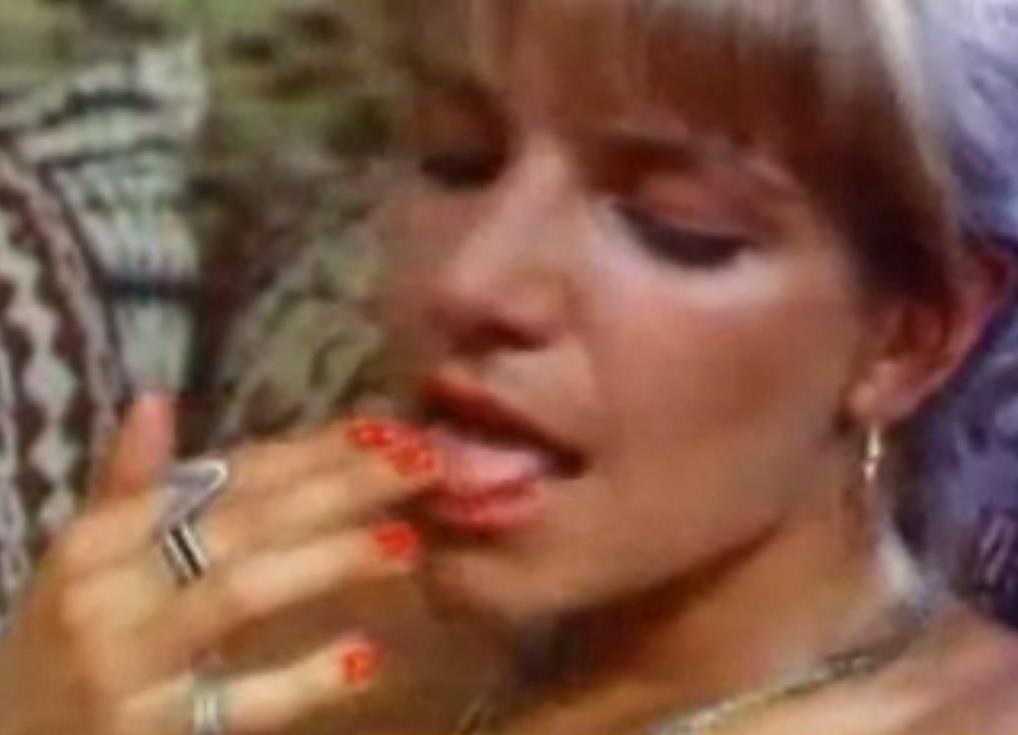
Робин Байрд, кадр из фильма

После того, как Роберту застукали за мастурбацией рядом с миссис Хардвик, она занимается сексом с мистером и миссис Хардвиками, заработав таким образом ещё денег. Рикки и Энни идут к мистеру Брэдли (Дэвид Сутон), чтобы помыть его машину. Мистера Брэдли нет дома, но они всё равно моют машину. Когда мистер Брэдли возвращается домой, он просит их высушить мокрую одежду. Девушки раздеваются для него по 10 долларов каждая. Он делает им куннилингус, а затем занимается анальным сексом с Энни.
В библиотеке Донна (Меррил Таунсенд) флиртует с библиотекарем Мистером Бидлом. Навестив её, её парень Тим (Билл Барри) пытается заняться с ней сексом. Она делает ему фелляцию, но их застаёт за этим занятием мистер Биддл (Джек Тиг). Донна позволяет ему отшлепать её, чтобы он не сказал родителям. Гамильтон (Питер Лерман) с другом Эшли (Бен Пирс) находятся в сауне теннисного клуба после игры, и Гамильтон убеждает Лизу сделать ему минет в то время как Эшли входит в неё.
В музыкальном магазине Тэмми избегает ухаживаний Тони; она звонит Лизе, и та приходит к ним в магазин. Лиза предлагает Тони «всё что угодно» и начинает делать ему минет, затем присоединяется Тэмми, и Тони эякулирует ей на грудь.
Дебби одевается как «Техасская ковбойша» и идёт к мистеру Гринфилду после закрытия магазина. Она делает ему минет, а он проникает в её влагалище пальцем и делает ей кунилингус. Затем они занимаются вагинальным сексом, сначала в миссионерской позиции, затем в коленно-локтевой, и наконец в позе наездницы. Они заканчивают в миссионерской позе, а мистер Гринфилд эякулирует на Дебби.
Фильм заканчивается, так и не раскрывая, заработала ли Дебби достаточно денег для поездки и добралась ли до Далласа.

## В ролях
- Бэмби Вудс — Дебби Бентон
- Ричард Болла — мистер Гринфилд
- Кристи Форд (в титрах: Мисти Винтер) — Роберта
- Робин Байрд — миссис Хардвик
- Эрик Эдвардс — мистер Хардвик
- Рикки О'Нил (в титрах: Шерри Тарт) — Рикки
- Дженни Коул — Энни
- Дэвид Пирс (в титрах: David Suton) — мистер Брэдли
- Мерл Майклс (в титрах: Merril Townsend) — Донна
- Джейк Тиг — мистер Биддл
- Хершел Сэвадж  (в титрах: Билл Барри) — Тим
- Жоржетт Сандерс — Лиза
- Peter Morrison (в титрах: Peter Lerman) — Гамильтон
- Бен Пирс — Эшли
- Аркадия Лэйк — Тэмми
- Тони Мэнсфилд — Тони
- Дэвид Моррис — Тим
- Кейси Роджерс — Пат
- Дэбби Льюис — девушка в душе
- Стив Маршалл — парень в душе

## Съёмки
Продюсером и режиссёром фильма выступил Джим Кларк. Некоторые сцены были сняты на спортивной площадке Бруклинского колледжа и в библиотеке Института Пратта в Бруклине без ведома или согласия администрации. Существует необоснованный интернет-слух, что некоторые сцены, в том числе сцена в библиотеке, были сняты в Университете штата Нью-Йорк в Стоуни-Брук. Однако после расследования с участием выпускников это было сочтено маловероятным, а глава продюсерской компании фильма заявил, что это утверждение «было совершенно неубедительно».

## Релиз
Нью-Йоркский взрослый кинотеатр, демонстрирующий фильм, был отстранён от показа командой Dallas Cowboy Cheerleaders в соответствии с Законом Ланхэма о товарных знаках. Дело проходило под названием The Dallas Cowboys Cheerleaders против Pussycat Cinema. Подтверждая решение окружного суда в пользу Чирлидеров, Апелляционный суд США по второму округу охарактеризовал картину как «грубый и отвратительный секс-фильм». Чирлидеры успешно доказали, что продюсеры фильма имитируют их униформу и используют её в рекламе. Кинотеатр утверждал, что униформа — строго функциональные предметы, но Второй округ пояснил, что «хорошо известно, что, если дизайн предмета нефункционален и приобрёл вторичное значение, дизайн может стать товарным знаком, даже если сам предмет является функциональным». Это решение было подвергнуто критике на основании свободы слова, но Седьмой округ  процитировал тезис о том, что «путаницы в отношении спонсорства или одобрения, даже если знак не вводит потребителей в заблуждение относительно источника товаров» может быть достаточно для иска в соответствии с законом Ланхэма 43(a).
В другом судебном деле 1983 года в Нью-Йорке, США против различных предметов непристойной атрибутики, фильм не был признан непристойным.
Опубликованный в 1986 году окончательный отчёт содержал графические описания сексуальных сцен фильма и фрагменты диалогов без цензуры, что, возможно, способствовало тому, что отчёт стал бестселлером.

## Авторские права
Фильм был показан в 1978 году в нью-йоркском кинотеатре Pussycat Theater без уведомления об авторских правах. В 1979 году правообладатель M & A Associates заключил эксклюзивный общемировой контракт дистрибуции видео с VCX, в соответствии с которым VCX согласилась выплачивать M & A аванс и роялти с каждой продажи. После получения копии фильма глава VCX Норман Арно связался с президентом M & A Артуром Вайсбергом с просьбой о защите авторских прав. Для борьбы с несанкционированным копированием фильма Арно также воспользовался услугами адвокатов Джона Лаппена и Петра Бергера. Перед началом судебного разбирательства VCX должны были добавить уведомление об авторских правах на все копии фильма и подать на регистрацию в Бюро авторского права США; однако VCX не могли защитить права, просто добавив уведомление к видеокассете, поскольку его также необходимо было добавить к театральным копиям. В 1981 году Бергер сообщил Вайсбергу о необходимости добавления уведомления об авторских правах к копиям, которые были отправлены в различные кинотеатры, но Вайсберг отказался. Из-за отказа Вайсберга решить эту проблему и Лаппен, и Бергер пришли к выводу, что авторские права были утрачены. В 1982 году VCX расторгли контракт с M & A и прекратили выплаты роялти, но продолжали распространять фильм. В 1987 году M & A возбудили дело против VCX в окружном суде США по Восточному округу Мичигана за нарушение условий контракта. VCX утверждала, что контракт был расторгнут из-за несоблюдения M & A Закона об авторском праве 1976 года. Суд вынес решение в пользу VCX, и судья постановил, что «действия Вайсберга безвозвратно перевели фильм в общественное достояние (США)».

## Пародии и ремейки
В течение нескольких десятилетий на фильм было снять множество сиквелов и ремейков. Internet Adult Film Database приводит список из 12 самостоятельных фильмов, снятых с 1979 по 2007 год, в качестве частей франшизы. В книге 2013 года Pornography and Seriality: The Culture of Producing Pleasure журналист Дэвид Слайден (David Slayden) цитирует: «Ни один другой порнофильм не переснимали чаще, чем "Дебби покоряет Даллас"». Список фильмографии:
- Debbie Does Dallas (1979)
- Debbie Does Dallas 2 (1981)
- Debbie Does Dallas III: The Final Chapter (1985)
- Debbie Does Dallas 4 (1988)
- Debbie Does Dallas 5 (1988)
- Debbie Does Dallas Again (1993)
- Debbie Does Dallas 20th Anniversary Edition (1994)
- Debbie Does Dallas: The Next Generation (1998)
- Debbie Does Dallas '99 (1998) — в ролях Лексус Локлеар и др.[16]
- Debbie Does Dallas: The Revenge (2003)
- Debbie Does Dallas: East Vs West (2004)
- Debbie Does Dallas ... Again (2007)

Спин-оффы:
- Debbie Duz Dishes (1986)
- Debbie Does 'Em All (1986)
- Debbie Does Wall Street (1991)
- Debbie Loves Dallas (2007)

Пародии:
- Brian Does Hollywood (2001)

В 2001 году Сьюзен Л. Шварц для фестиваля New York International Fringe Festival поставила мюзикл Debbie Does Dallas: The Musical. В 2002 году он был превращён в одноименную офф-бродвейскую музыкальную комедию. В отличие от оригинального фильма, мюзикл не содержал несимулированного секса или наготы, что вызвало некоторое разочарование среди людей, так как имел место ложный ажиотаж, а продюсеры мюзикла не сделали ничего, чтобы опровергнуть слухи. С тех пор шоу исполнялось по всему миру, часто с более откровенной режиссурой и хореографией. История, диалоги и персонажи довольно близки к оригинальному фильму, а музыкальные номера заменяют сексуальные сцены или добавлены для комического эффекта. В 2015 году музыкальная версия продолжала исполняться.
В 2005 году по британскому телевидению был снят и показан документальный фильм под названием Debbie Does Dallas Uncovered, также известный как The Curse of Debbie Does Dallas.
В 2006 году VCX задействовала Media Blasters для цифрового ремастеринга кинокартины из оригинального 35-миллиметрового фильма в «полное коллекционное издание» на двух DVD.
11 апреля 2007 года Vivid Entertainment Group выпустила оригинальный Debbie Does Dallas вместе с новым релизом под названием Debbie Does Dallas ... Again в форматах DVD, Blu-ray и HD DVD. Он также был переснят с современными порнозвёздами: Моник Александер, Саванна Сэмсон, Хиллари Скотт, Стэфани Морган, Санни Леоне, Стейси Торн.